# Astragalus kjurendaghi
Astragalus kjurendaghi är en ärtväxtart som beskrevs av V.V.Nikitin. Astragalus kjurendaghi ingår i släktet vedlar, och familjen ärtväxter. Inga underarter finns listade i Catalogue of Life.